# Rory Clements
Rory Clements (Dover) é um ex-jornalista e escritor inglês do gênero romance histórico, mais conhecido pela suas séries de livros do John Shakespeare e outra do Tom Wilde.

## Biografia
Nasceu em Dover, Kent, Inglaterra, e foi criado em vários postos avançados militares do Reino Unido no mundo, enquanto seu pai servia na Marinha Real. O avô dele também era militar, do exército, capitão e intendente da Royal Dragoons, e ele preferiu não seguir essa carreira.
Trabalhou por muitos anos como jornalista e ao se mudar para Norfolk em 2007 virou escritor exclusivamente.
Ele ganhou o CWA Ellis Peters Historical Award em 2010 por seu romance Revenger e o CWA Historical Dagger em 2018 por Nucleus.

## Obras

### Serie John Shakespeare
- Martyr (2009
- Revenger (2010)
- Prince (2011)
- Traitor (2012)
- The Man in the Snow (2012)
- The Heretics (2013)
- The Queen's Man (2014)
- Holy Spy (2015)

### Serie Tom Wilde
- Corpus (2016)
- Nucleus (2018)
- Nemesis (2019)
- Hitler's Secret (2020)
- A Prince and a Spy (2021)
- The Man in the Bunker (2022)